# هيدروكسيد السيزيوم
هيدروكسيد السيزيوم مركب كيميائي له الصيغة CsOH، ويكون على شكل بلورات بيضاء إلى صفراء.

## الخواص
- ينحل هيدروكسيد السيزيوم بشكل جيد في الماء، كما ينحل في الإيثانول.[4]
- تمتاز محاليل هيدروكسيد السيزيوم المائية بصفة قاعدية قوية.
- إن مركب هيدروكسيد السيزيوم شره جداً نحو الاسترطاب، بحيث يوجد غالباً في المختبرات الكيميائية على شكل أحادي هيدرات.

## التحضير
يحضر مركب هيدروكسيد السيزيوم من تفاعل عنصر السيزيوم مع الماء. يحدث هذا التفاعل بشكل عنيف ويحرر غاز الهيدروجين بالعملية.
2 Cs + 2 H2O → 2 CsOH + H2
كما يمكن أن يحضر من تفاعل أكسيد السيزيوم مع الماء:
Cs2O + H2O → 2CsOH

## الاستخدامات
- يستخدم في المختبرات الكيميائية أحياناً كقاعدة في تفاعلات معينة، مثل التفاعل الحفزي لتشكيل مشتقات ألكاينية من الألدهيدات والكيتونات.
- يستعمل هيدروكسيد السيزيوم على شكل كهرل في الخلايا الغلفانية.[5]